# Heimweh – Kindheit zwischen den Fronten
Heimweh – Kindheit zwischen den Fronten (englischer Titel: A House Made of Splinters, ukrainischer Titel: Будинок зі скалок / Budynok si skalok) ist ein Dokumentarfilm von Simon Lereng Wilmont, der Ende Januar 2022 beim Sundance Film Festival seine Premiere feierte. Im Rahmen der Oscarverleihung 2023 wurde Heimweh – Kindheit zwischen den Fronten als bester Dokumentarfilm nominiert.

## Handlung
Besonders von den armen Familien, die in der Nähe der Front leben, forderte der Krieg in der Ostukraine einen hohen Tribut. Eine kleine Gruppe von Sozialarbeitern kümmert sich in einem Heim der besonderen Art in Lyssytschansk im Norden der Oblast Luhansk um Kinder, die bei den Auseinandersetzungen ihre Eltern verloren haben, von ihnen vernachlässigt wurden oder Opfer von Sorgerechtsstreitigkeiten sind, bis die Behörden und Gerichte darüber entscheiden, wo sie zukünftig leben sollen. Sie haben versucht, einen sicheren Ort für sie zu schaffen, wo sie ihre Traumata besser verarbeiten können, als in häufig recht dunklen und überhaupt nicht kindgerechten Orten dieser Art.

## Produktion
Regie führte Simon Lereng Wilmont. In seinem zweiten Langfilm Oleg, eine Kindheit im Krieg erzählte der dänische Dokumentarfilmer aus der Perspektive eines ukrainischen Waisenjungen, der nahe der Front im Donbass lebt, wie dieser durch den Krieg seiner jugendlichen Naivität beraubt wurde. Mit Heimweh – Kindheit zwischen den Fronten beschäftigt sich Wilmont ein zweites Mal mit jungen Menschen in diesem Kriegsgebiet. Er fungierte bei dem Film auch als Kameramann.
Der Film erhielt neben Förderungen vom Danish Film Institute, vom Swedish Film Institute und vom Finnish Film Institute auch finanzielle Unterstützung von Arte und dem MDR.
Die Premiere des Films erfolgte im Januar 2022 beim Sundance Film Festival. Ende Januar, Anfang Februar 2022 wurde er beim Göteborg International Film Festival vorgestellt, Ende März, Anfang April 2022 bei CPH:DOX, dem International Documentary Film Festival Copenhagen. Im April 2022 wurde er beim Schweizer Dokumentarfilmfestival Visions du Réel gezeigt und hiernach beim kanadischen Dokumentarfilmfestival Hot Docs. Im Mai 2022 wird er beim DOK.fest München vorgestellt. Ende Mai, Anfang Juni 2022 erfolgten Vorstellungen beim israelischen Dokumentarfilmfestival Docaviv. Ebenfalls im Juni 2022 wurde er beim Sydney Film Festival gezeigt. Im Oktober 2022 wird er bei der Semana Internacional de Cine de Valladolid und beim Filmfest Osnabrück vorgestellt und Anfang November 2022 bei den Nordischen Filmtagen Lübeck.

## Rezeption

### Kritiken
Von den bei Rotten Tomatoes aufgeführten Kritiken sind 98 Prozent positiv. Bei Metacritic erhielt der Film einen Metascore von 79 von 100 möglichen Punkten.

## Auszeichnungen
Heimweh – Kindheit zwischen den Fronten befindet sich in einer 12 Dokumentarfilme umfassenden Vorauswahl für den Europäischen Filmpreis 2022. Im Folgenden weitere Auszeichnungen und Nominierungen.
Cinema Eye Honors Awards 2022
- Nominierung als Beste Produktion
- Nominierung für die Beste Kamera[18]

Filmfestival „Goldene Aprikose“ 2022
- Nominierung im Internationalen Langfilmwettbewerb[19]

Göteborg International Film Festival 2022
- Auszeichnung als Bester Dokumentarfilm[20]

IDA Documentary Awards 2022
- Nominierung als Bester Dokumentarfilm
- Nominierung für die Beste Regie (Simon Lereng Wilmont)
- Nominierung für die Beste Kamera (Simon Lereng Wilmont)[21]

Internationales Dokumentarfilmfestival München 2022
- Nominierung im Wettbewerb DOK.international[22]

Independent Spirit Awards 2023
- Nominierung als Bester Dokumentarfilm[23]

International Documentary Film Festival Copenhagen 2022
- Auszeichnung in der Kategorie Politiken:DOX[24]

Nordische Filmtage Lübeck 2022
- Nominierung im Wettbewerb Dokumentarfilme[25]

One World International Human Rights Documentary Film Festival 2022
- Auszeichnung als Bester Film[26]

Oscarverleihung 2023
- Nominierung als Bester Dokumentarfilm (Simon Lereng Wilmont und Monica Hellström)[27]

Robert 2023
- Auszeichnung als Bester Dokumentarfilm[28]

Sundance Film Festival 2022
- Auszeichnung mit dem Directing Award im World Cinema Documentary Competition (Simon Lereng Wilmont)[29]

Thessaloniki Documentary Film Festival 2022
- Auszeichnung mit dem Goldenen Alexander im internationalen Wettbewerb
- Auszeichnung mit dem FIPRESCI-Preis im internationalen Wettbewerb (Simon Lereng Wilmont)[30]

Visions du Réel 2022
- Nominierung im Wettbewerb Grand Angle

ZagrebDox International Documentary Film Festival 2022
- Nominierung im Dokumentarfilmwettbewerb
- Auszeichnung mit dem Movies That Matter Award (Simon Lereng Wilmont)[31][32]